# دیوید گیل (ستاره‌شناس)
دیوید گیل (انگلیسی: David Gill; ۱۲ ژوئن ۱۸۴۳ – ۲۴ ژانویهٔ ۱۹۱۴) ستاره‌شناس، استاد دانشگاه، و عکاس اهل پادشاهی متحد بریتانیای کبیر و ایرلند بود.
وی همچنین برندهٔ جوایزی همچون مدال پادشاهی، همکار انجمن سلطنتی، مدال طلائی انجمن سلطنتی اختر شناسان، و جایزه بروس شده‌است.